# Radwinter
Radwinter är en by och en civil parish i Uttlesford i Storbritannien. Den ligger i grevskapet Essex och riksdelen England, i den sydöstra delen av landet, 60 km nordost om huvudstaden London. Orten har 595 invånare (2001).  Byn nämndes i Domedagsboken (Domesday Book) år 1086, och kallades då Redeuuintra. Det inkluderar Bendysh, Radwinter End, Mill End, Sellands, Brockholds, Maple Lane och Stocking Green.